# Стешенко Іван Матвійович
Стеше́нко Іва́н Матві́йович (12 [24] червня 1873, Полтава, Полтавська губернія, Російська імперія — 30 липня 1918, Полтава, Полтавська губернія, Українська Держава) — український громадський і політичний діяч, педагог, літературознавець і письменник, перекладач. Літературні псевдоніми Ів. Сердешний, Ів. Січовик, Ів. Сепура, Світленко.
Був членом Старої громади, УСДРП і ТУП. 1917 року — член Центральної Ради, генеральний секретар освіти.
Чоловік дитячої письменниці Оксани Стешенко, дочки драматурга Михайла Старицького. Батько бібліографа Ярослава Стешенка та акторки, перекладачки Ірини Стешенко.

## Життєпис

Іван Стешенко

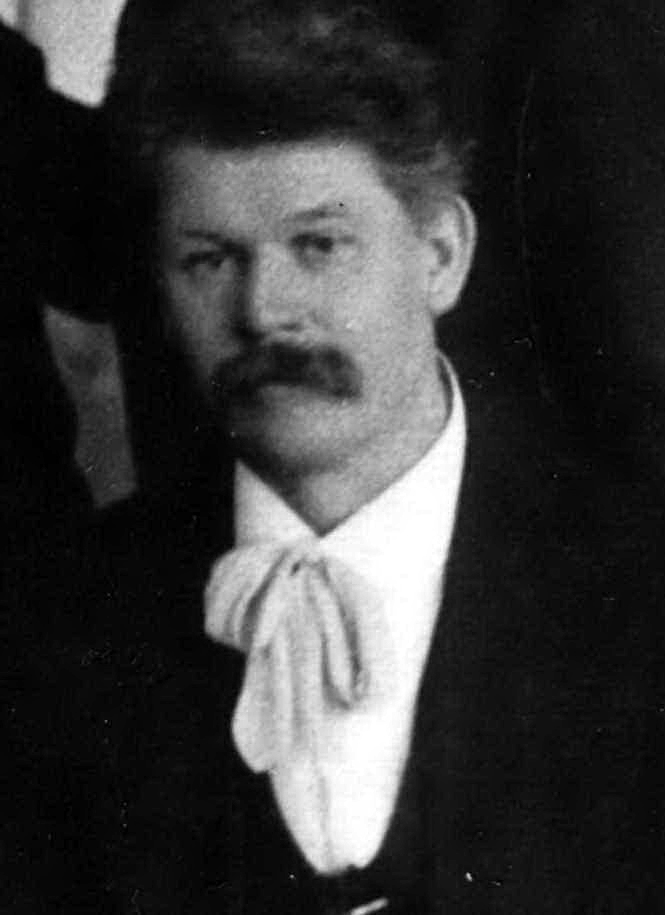
Іван Стешенко

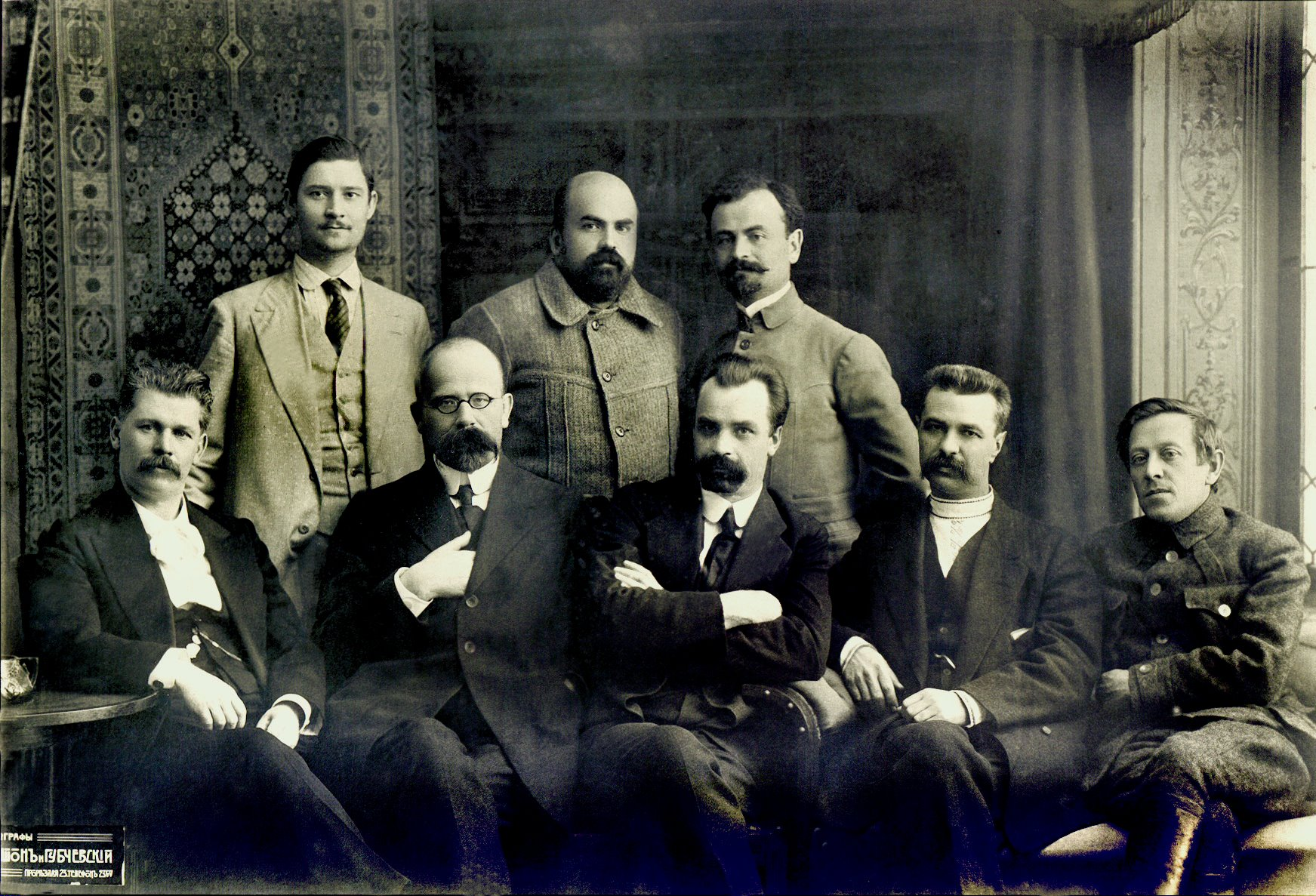
Перший Генеральний секретаріат Української Центральної Ради. 1917 р.
Стоять (зліва направо): Павло Христюк, Микола Стасюк, Борис Мартос
Сидять (зліва направо): Іван Стешенко, Христофор Барановський, Володимир Винниченко, Сергій Єфремов, Симон Петлюра

Народився 1873 року в Полтаві в багатодітній сім'ї козацького роду. Батько, незважаючи на жорстку вдачу, намагався всім своїм дев'яти дітям дати освіту, для чого не шкодував коштів. У 1882—1892 роках Іван навчався в Полтавський класичній гімназії. По закінченні історико-філологічного факультету Київського університету св. Володимира (1896) викладав у Київській жіночій гімназії. Вільно володів французькою, німецькою, іспанською, італійською, багатьма слов'янськими мовами, перекладав зарубіжну поезію. Захопившись марксизмом, очолив радикальну групу студентської громади. Разом із Лесею Українкою, Михайлом Коцюбинським та іншими в 1896 році заснував у Києві групу Українська соціал-демократія. Але вже 1897 року був заарештований за участь у студентських заворушеннях. Після п'яти місяців ув'язнення в Лук'янівській тюрмі був висланий з Києва без права проживання в університетських та губернських містах. Протягом 1897—1900 років разом із дружиною жив на чернігівському хуторі Миколи Садовського, займався перекладацькою та літературною працею. Повернувся до Києва 1900 року. Продовжив викладати словесність у жіночій гімназії та Музично-драматичній школі Миколи Лисенка. 1905 року був вдруге заарештований і відсторонений від педагогічної роботи.
Співвидавець гумористичних журналів «Шершень» (1905) і «Гедзь». 1913—14 редагував педагогічний часопис «Сяйво». 1915 очолював Тетянинську гімназію для біженців, де навчалися діти галичан, насильно вивезених до Києва під час окупації Галичини російською армією.
Був членом Старої Громади, УСДРП і ТУП, Товариства Нестора-Літописця, секретарем Українського наукового товариства в Києві, дійсний член НТШ (з 1917 року).
Після Жовтневого перевороту 1917 року організатор і голова Товариства шкільної освіти, член Української Центральної Ради. Як генеральний секретар освіти (з червня 1917 року, у січні — лютому 1918 року — міністр) здійснив українізацію шкільництва.
Вбитий у Полтаві 30 липня 1918 року невідомими злочинцями. Похований на Байковому кладовищі в Києві (ділянка № 2).

Могила Івана Стешенка

Виїхавши до Полтави, 20 грудня 1923 року Сергій Єфремов записав у щоденнику: «Дізнався од Костя Івановича Товкача страшні подробиці про вбивство Стешенка. Засудила його на смерть большевицька організація Зіньківського повіту; засуд виконав один з членів тієї організації. Звуть його — Башловка. Чому саме засуд упав на Стешенка — не зрозуміти».

## Творчість
Твори Стешенка присвячені головно Іванові Котляревському:
- «Поэзия И. П. Котляревского» (1898), за яку Стешенко дістав нагороду Петербурзької Академії Наук;
- «И. П. Котляревский, автор украинской „Энеиды“…» (1902);
- «„Енеїда“ Котляревського».

Інші праці:
- «Причинки до характеристики творчості О. Стороженка» (1901);
- «Українські шестидесятники» (1908);
- «Історія української драми» (1908);
- Стешенко І. Історія української драми. / І. Стешенко. — У Київі: Друк. Н. Т. Корчак-Новіцького, 1908. — V, 309 с.
- розвідки про Марка Вовчка, Панаса Мирного, Лесю Українку, Михайла Коцюбинського, Михайла Старицького, Василя Стефаника та ін.
- Стешенко І. Про українську літературну мову / Ів. Стешенко. — Київ: Друк. 1-ї Київ. Друкар. Спілки, 1912. — 36 с.

Збірки поезій «Хуторні сонети» (1899), «Степові мотиви» (1901), оповідань «На заводі», драма «Мазепа». Автор популярних пісень «Вже воскресла Україна», «Гей не дивуйтесь, добрії люди».
Переклади українською мовою Овідія («Метаморфози»), Фрідріха Шіллера («Орлеанська Діва»), Джоржа Байрона, Олександра Пушкіна, Ф. Коппе («Старий Рибалка»), П'єра-Жана Беранже та ін.
Співвидавець гумористичних журналів «Шершень» (1905) і «Ґедзь»; редактор місячника «Сяйво» (1913—1914).
Статті в журналах «Україна», «Записки НТШ», «Літературно-науковий вісник», «Киевская старина», газеті «Рада», співредактор «Робочої газети» (1917—1918). За родинними переказами (свідком була його донька Ірина Стешенко) Іван Стешенко уклав російсько-український словник і подав його на конкурс. Після, на його думку, несправедливого присуду премії Грінченкові, Стешенко той словник спалив. Висловлювався здогад, ніби якось матеріалами міг користуватися Дубровський.

## Вшанування
- Ім'ям Івана Стешенка назвали Крем'янецьку приватну українську гімназію[3].

- Кабінетом Міністрів України 28 лютого 2018 р. засновано в числі академічних стипендій імені державних діячів першого українського уряду для студентів та курсантів закладів вищої освіти державної форми власності, які здобувають вищу освіту за освітнім рівнем магістра стипендію імені Івана Стешенка (Освіта / Педагогіка).[4]
- Вулиця Стешенка у місті Запоріжжя, Львів.
- У селі Тахтаулове є вулиця Івана Стешенка.
- З нагоди 150-річчя народження відбувся всеукраїнський науковий форум «Іван Стешенко на тлі епохи: кінець 19 — початок 20 ст.»[5].